# إليانور ميلدريد سيدجويك
إليانور ميلدريد سيدجويك (بالإنجليزية: Eleanor Mildred Sidgwick) (و. 1845 – 1936 م) هي مُدرسة، ورياضياتية بريطانية، توفيت في ووكينغ، عن عمر يناهز 91 عاماً.

## مناصب
تولت منصب Principal (academia) ‏، كلية نيونهام (1892–1910)
.

## التعليم
تعلمت في كلية نيونهام
.

## روابط خارجية
- إليانور ميلدريد سيدجويك على موقع الموسوعة البريطانية (الإنجليزية)